# Dennis Franz
Dennis Frantz Schlachta (* 28. října 1944, Maywood, Illinois, Spojené státy americké) je bývalý americký herec, který se proslavil především rolí Andyho Sipowicze v seriálu stanice ABC Policie New York (1993–2005). Za výkon v seriálu získal Zlatý glóbus, tři Ceny Sdružení filmových a televizních herců a čtyři ceny Emmy. Mimo to si zahrál v seriálech Poldové z Hill Street (1985–1987) a Beverly Hills Buntz (1987–1988).